# Psychotria tomentella
Psychotria tomentella là một loài thực vật có hoa trong họ Thiến thảo. Loài này được (S.Moore) Zappi miêu tả khoa học đầu tiên năm 1998.